# 아흐메드 압디 고다네
아흐메드 압디 고다네(소말리어: Axmed Cabdi Godane, 1977년 7월 10일 ~ 2014년 9월 1일)는 무흐타르 압디 라흐만 아부 주베이르(소말리어: Mukhtaar Cabdi Raxmaan Abu Zubeyr)라는 이름으로 활동한 소말리아 이슬람 반군 테러 조직 알샤바브의 지도자(아미르)이다.
1977년부터 소말리아 반군 지도자로 활동하였으며, 2009년부터 하카트 알샤바브 알무자히딘 수장으로 활동하였다.
2013년 6월 유혈 분쟁으로 알샤바브 정권을 장악하였으며, 2014년 9월 1일 소말리아 내전 중 미국의 알샤바브 근거지 공습으로 사망하였다.